# Йорден ван Форест
Йорден ван Форест (нід. Jorden van Foreest, 30 квітня 1999, Утрехт) — нідерландський шахіст, гросмейстер (2016). Чемпіон Нідерландів 2016 року.
Його рейтинг станом на березень 2020 року — 2678 (56-те місце у світі, 2-ге у Нідерландах).

## Кар'єра
- 2013 — чемпіон Європи серед юнаків до 14 років, результат 7½ очок з 9 можливих (+6-0=3)[1][2];
- 2014 — здобув звання «міжнародний майстер»;
- 2015 — виконав усі необхідні норми для звання гросмейстера[3];
- 2016 — присвоєно титул «гросмейстер»[4]. Це зробило його наймолодшим гросмейстером Нідерландів (Аніш Гірі був удостоєний титулу у молодшому віці, але на той час не представляв Нідерланди)[5];
- 2015, вересень — 6-те місце на чемпіонаті світу серед юніорів, результат 8 очок з 13 можливих (+5-2=6)[6];
- 2015, грудень — 1-ше місце на міжнародному турнірі «Groningen Chess Festival» (Нідерланди), результат 7½ з 9 очок (+7-1=1)[7];
- 2016, серпень — 1-ше місце на чемпіоні Нідерландів. Його результат 5½ з 7 очок (+5-1=1), турнірний перфоменс — 2819[8];
- 2017, листопад — 5-те місце на чемпіонаті світу серед юніорів, результат 8 з 11 очок (+7-2=2)[9];
- 2018, січень  — 5-те місце на турнірі «Вейк-ан-Зеє 2018 (Група В)»[10];
- 2019, січень  — 13-те місце на турнірі «Вейк-ан-Зеє 2019», результат 4½ з 13 очок (+3-7=3)[11];
- 2019, липень  — з результатом 5 очок з 7 можливих (+3-0=4) став срібним призером чемпіонату Нідерландів, поступився на тай-брейку молодшому брату Лукасу ван Форесту[12];
- 2020, січень  — поділ 4—5 місць на турнірі «Вейк-ан-Зеє 2020», з результатом 7 очок з 13 можливих (+3-2=8)[13].
- 2021, січень  — 1-ше місце на турнірі «Вейк-ан-Зеє 2021», з результатом 8½ очок з 13 можливих (+4-0=9).

## Особисте життя
Йорден народився в Утрехті 30 квітня 1999 року, його дитинство пройшло у Гронінгені. Ван Форест походить із знатної родини Ван Форестів. Йорден є правнуком відомих у минулому шахістів Арнольда ван Фореста та Дірка ван Фореста. Як Арнольд, так і Дірк були триразовими чемпіонами Нідерландів (Арнольд у 1889, 1893, 1902 роках, Дірк у 1885—1887 роках).
Йорден — найстарший у багатодітній сім'ї Форестів, він має чотирьох братів та одну сестру Його батько Нікі ван Форест працює на факультеті економіки та бізнесу Гронінгенського університету, а  мати Шиела Тімп — лікар та програміст. Його молодший брат Лукас (2001 р.н.) теж гросмейстер (2018), у 2019 році став чемпіоном Нідерландів випередивши Йордана.
Сестра Махтельд (нар. 2007 р.) у віці 6 років здобула перемогу у чемпіонаті Нідерландів серед дівчат до 10 років і поділила друге місце в чемпіонаті Нідерландів серед юніорок до 20 років, коли їй було лише 9 років. У 2017 році вона стала першою дівчиною, яка коли-небудь виграла чемпіонат Нідерландів серед хлопчиків до 12 років.

## Зміни рейтингу
| На цьому місці має відображатися графік чи діаграма, однак з технічних причин його відображення наразі вимкнено. Будь ласка, не видаляйте код, який викликає це повідомлення. Розробники вже працюють для того, щоби відновити штатне функціонування цього графіка або діаграми. | |
| | На цьому місці має відображатися графік чи діаграма, однак з технічних причин його відображення наразі вимкнено. Будь ласка, не видаляйте код, який викликає це повідомлення. Розробники вже працюють для того, щоби відновити штатне функціонування цього графіка або діаграми. |